# Violeta Arraes
Maria Violeta Arraes de Alencar Gervaiseau  (Araripe, Ceará, 5 de maio de 1926 - Rio de Janeiro, 17 de junho de 2008) foi uma socióloga, psicanalista e ativista política brasileira.

## Biografia
Caçula de uma prole de sete filhos do agricultor, pecuarista  e industrial José Almino Alencar e Silva e de Maria Benigna Arraes de Alencar, graduou-se em Sociologia pela Pontifícia Universidade Católica do Rio de Janeiro (PUC - Rio).
Uma das figuras mais atuantes nos meios acadêmicos de sua geração, Violeta Arraes foi líder nacional da Juventude Universitária Católica (JUC), entre 1948 e 1951.
Violeta Arraes teve uma vida marcada pela ação cultural e política. Estagiou um ano na França, no Centro Internacional de Economia e Humanismo, dirigido pelo Padre Lebret, onde conheceu o economista e militante socialista Pierre Maurice Gervaiseau, com quem se casou em Recife, em 1951, e com quem teve três filhos - Maria Benigna (n.1952), Henri (n. 1954) e João Paulo (n.1962).
De 1958 a 1964, residiu em Recife, onde  participou do Movimento de Educação de Base. Foi colaboradora de Dom Hélder Câmara, como militante do Secretariado Nacional da Ação Católica, e uma das iniciadoras do Movimento de Cultura Popular, juntamente com o pedagogo Paulo Freire. Era também ligada ao Cinema Novo e ao mundo artístico e literário pernambucano. Nesse período, juntamente com o marido, cooperante francês na SUDENE, colaborou na ação política do seu irmão, o então governador de Pernambuco, Miguel Arraes, deposto e preso em 1º de abril de 1964, durante o golpe militar. Presa, juntamente com seu marido, quando chegava ao Arcebispado para visitar D. Hélder Câmara, no seu primeiro dia de bispo de Recife e Olinda, foi expulsa do país com sua família, quatro meses depois.
Na França, onde residiu a partir de 1964, cursou pós-graduação em psicologia e atuou como psicoterapeuta, no serviço liderado por Daniel Widlöcher. Seu apartamento no Bois de Boulogne era um abrigo ecumênico para os perseguidos pela ditadura. Como psicoterapeuta, ajudou a muitos brasileiros traumatizados pela tortura, como revelou o historiador Luiz Felipe de Alencastro, professor da Universidade de Paris. Por sua generosidade no acolhimento aos exilados políticos brasileiros na França, ficou conhecida como a "Rosa de Paris".
Segundo Aloysio Nunes Ferreira Filho, exilado na França por 11 anos, "Violeta foi a alma da Frente Brasileira de Informações, fundamental para a denúncia dos crimes contra os direitos humanos cometidos pela ditadura. Como estava acima das divisões entre partidos e grupos políticos, conversava com todos, aglutinava todos". A Frente Brasileira de Informações foi articulada com a colaboração de Violeta e de seu irmão, Miguel Arraes.
Sua casa se transformou em uma referência para intelectuais e artistas perseguidos pelos militares; depois, foi também referência para a divulgação da arte e da cultura brasileiras na França. Violeta ajudou também exilados chilenos, que começaram a chegar à França após o golpe militar no Chile liderado por Augusto Pinochet, e o movimento anticolonialista em Angola, Moçambique e Guiné-Bissau.
Em 1979, ano da anistia, retornou ao Brasil, sendo convidada a trabalhar como adida ao Projeto França-Brasil, na embaixada brasileira em Paris. De 1984 a 1986, Violeta dedicou-se a elaborar e desenvolver o projeto, realizando vários eventos significativos, destacando-se a Exposição de Arte Popular Brasileira, no Museu de Arte Moderna.
Em 1988, a convite do Governador Tasso Jereissati assumiu a Secretaria de Cultura do Estado do Ceará.
Em 27 de novembro de 1996 foi nomeada reitora da  Universidade Regional do Cariri (URCA), com sede em Crato, cargo que exerceu entre 14 de março de 1997 e 1º de julho de 2003.
Junto com o marido, criou a Fundação Araripe, também sediada em Crato, para preservar a vegetação da Chapada do Araripe, uma vasta área altiplana que abriga a primeira Floresta Nacional do Brasil, situada entre os estados do Ceará, Piauí e Pernambuco.
Nos seus últimos anos, Violeta morava no Rio de Janeiro e lutava contra o câncer que a vitimou.